# Shangri-La Studios
Shangri-La Studios är en inspelningsstudio i Malibu, Kalifornien, som för närvarande ägs av skivproducenten Rick Rubin.

## Historia
Inspelningsstudion var ursprungligen en ranch med en bungalow som 1958 köptes av den mexikanska skådespelerskan Margo. Under 1970-talet hyrdes den av The Band, och Rob Fraboni gjorde om fastigheten till en inspelningsstudio enligt Bob Dylan och The Bands exakta specifikationer. Intervjuer med The Band som visades i Martin Scorseses musikdokumentär The Last Waltz filmades på Shangri-La.
1976 slog sig Rob Fraboni ihop med partners och köpte huset för 195 000 dollar, vilket gjorde det till en semikommersiell studio. Shangri-La utrustades då med ett 24-kanalsmixer och toppmoderna syntar.
24-kanalsmixern gjorde det möjligt för The Bands keyboardist Garth Hudson att spela in flera olika keyboardspår på flera låtar på deras sjätte studioalbum, Northern Lights – Southern Cross. Flera album spelades in under Frabonis ledning, inklusive Renée Geyers So Lucky (1981), Bonnie Raitts Green Light (1982) och Eric Claptons No Reason to Cry (1976).
I slutet av 1990-talet köptes studion av Blaine "Beej" Chaney från bandet The Suburbs fastigheten för 2 125 000 dollar. Under de närmaste åren investerade han ytterligare 2 miljoner dollar i studion, och med hjälp av producenterna Jim Niper och Pete Strobl fyllde han den med förstklassig vintageutrustning som fortfarande används idag. Omedelbart efter renoveringarna bjöd Chaney in Mark Knopfler att spela in. Inspelningarna kom att mynna ut i hans hyllade album, Shangri-La.
År 2011 lade Chaney ut studion och fastigheten för 4,1 miljoner dollar. Rick Rubin köpte Shangri-La för 2 miljoner dollar i augusti 2011. Många artister har sedan dess spelat in på Shangri-La under Rubins ägande, inklusive Adele, Ed Sheeran, Eminem och Kanye West.

## Lista över artister som spelat in i studion
- Adele[20]
- The Avett Brothers[21]
- The Band[16]
- Jon Batiste[22]
- Beabadoobee[23]
- Black Country Communion[24]
- Black Sabbath[25]
- James Blake[26]
- Boygenius[27]
- Brockhampton[28]
- Jake Bugg[29]
- Daniel Caesar[30]
- Eric Clapton[16]
- Billy Corgan[31]
- Depeche Mode[32]
- Neil Diamond[33]
- Bob Dylan[16]
- Eminem[34]
- Kinky Friedman[35]
- Dave Gahan[36]
- Renée Geyer[2]
- Gossip[37][38]
- Josh Groban[39]
- Hughes/Thrall[40]
- Imagine Dragons[41]
- Kesha[42]
- Kid Rock[39]
- Marcus King[43]
- Kings of Leon[44]
- Mark Knopfler[45]
- Lady Gaga[46]
- Lana Del Rey[47]
- The Last Shadow Puppets[48]
- Lido[49]
- Ian McLagan[50]
- Metallica[16]
- Keb' Mo'[16]
- Monsters of Folk[51]
- Muse[52]
- Milton Nascimento[53]
- Jennifer Nettles[54]
- Pearl Jam[55]
- Porno for Pyros[56]
- Queens of the Stone Age[57]
- Bonnie Raitt[16]
- Red Hot Chili Peppers[58]
- Damien Rice[59]
- Run the Jewels[60]
- Santana[61]
- Ed Sheeran[62]
- Skinny Puppy[56]
- The Smashing Pumpkins[63]
- John Stewart[64]
- Angus & Julia Stone[65]
- The Strokes[66]
- Harry Styles[67]
- Kae Tempest[68]
- Tonio K.[69]
- Towkio[70]
- Tyler, the Creator[71]
- U2[72]
- Jennifer Warnes[73]
- Weezer[74]
- Kanye West[75]
- Neil Young[76]
- ZZ Top[77]